# Pavia Foot Ball Club 1923-1924
Questa voce raccoglie le informazioni riguardanti il Pavia Foot Ball Club nelle competizioni ufficiali della stagione 1923-1924.

## Stagione
Nella stagione 1923-1924 il Pavia disputa il girone C del campionato di Seconda Divisione, con solo sei punti si piazza in ottava ed ultima posizione di classifica e retrocede in Terza Divisione. Il campionato è stato vinto dalla Juventus Italia con 20 punti, davanti al Como con 19 punti.

## Rosa
| N. |                   | Ruolo | Calciatore        |
| -- | ----------------- | ----- | ----------------- |
|    | Italia (bandiera) | C     | Bertolini         |
|    | Italia (bandiera) | D     | Bottoni (I)       |
|    | Italia (bandiera) | P     | Bottoni (II)      |
|    | Italia (bandiera) | P     | Cagnola           |
|    | Italia (bandiera) | C     | Cambieri (II)     |
|    | Italia (bandiera) | D     | Giovanni Cattaneo |
|    | Italia (bandiera) | C     | Dallera           |
|    | Italia (bandiera) | A     | Frea              |
|    | Italia (bandiera) | A     | Gariboldi         |
|    | Italia (bandiera) | C     | Miani             |

| N. |                   | Ruolo | Calciatore               |
| -- | ----------------- | ----- | ------------------------ |
|    | Italia (bandiera) | A     | Motta                    |
|    | Italia (bandiera) | A     | Palmiro Luigi Pastorelli |
|    | Italia (bandiera) | C     | Edgardo Preti            |
|    | Italia (bandiera) | C     | Piero Ragaglia           |
|    | Italia (bandiera) | D     | Ravazzoli                |
|    | Italia (bandiera) | D     | Remotti                  |
|    | Italia (bandiera) | C     | Riccardi                 |
|    | Italia (bandiera) | C     | Sommariva                |
|    | Italia (bandiera) | A     | Dino Turri               |
|    | Italia (bandiera) | D     | Antonio Villani          |

## Statistiche

### Statistiche dei giocatori
| Giocatore       | Seconda Divisione | Seconda Divisione |
| Giocatore       | Presenze          | Reti              |
| --------------- | ----------------- | ----------------- |
| Bertolini       | 7                 | 1                 |
| Bottoni I       | 14                | 0                 |
| Bottoni II      | 3                 | -18               |
| Cagnola         | 11                | -32               |
| Cambieri II     | 3                 | 0                 |
| G. Cattaneo     | 2                 | 0                 |
| Dallera         | 3                 | 0                 |
| Frea            | 11                | 6                 |
| Gariboldi       | 5                 | 1                 |
| Miani           | 2                 | 0                 |
| Motta           | 6                 | 0                 |
| P.L. Pastorelli | 12                | 1                 |
| E. Preti        | 3                 | 0                 |
| P. Ragaglia     | 8                 | 0                 |
| Ravazzoli       | 13                | 2                 |
| Remotti         | 12                | 2                 |
| Riccardi        | 12                | 0                 |
| Sommariva       | 9                 | 0                 |
| D. Turri        | 11                | 1                 |
| A. Villani      | 7                 | 0                 |